# Psomophis genimaculatus
Psomophis genimaculatus — вид змій родини полозових (Colubridae). Мешкає в Південній Америці.

## Поширення і екологія
Psomophis genimaculatus мешкають на сході Болівії, на південному заході Бразилії, на заході Парагваю та на півночі Аргентини. Вони живуть в сухих тропічних лісах Чако та у вологих саванах. Ведуть денний спосіб життя, живляться амфібіями і ящірками, відкладають яйця.